# Philip Knights, Baron Knights

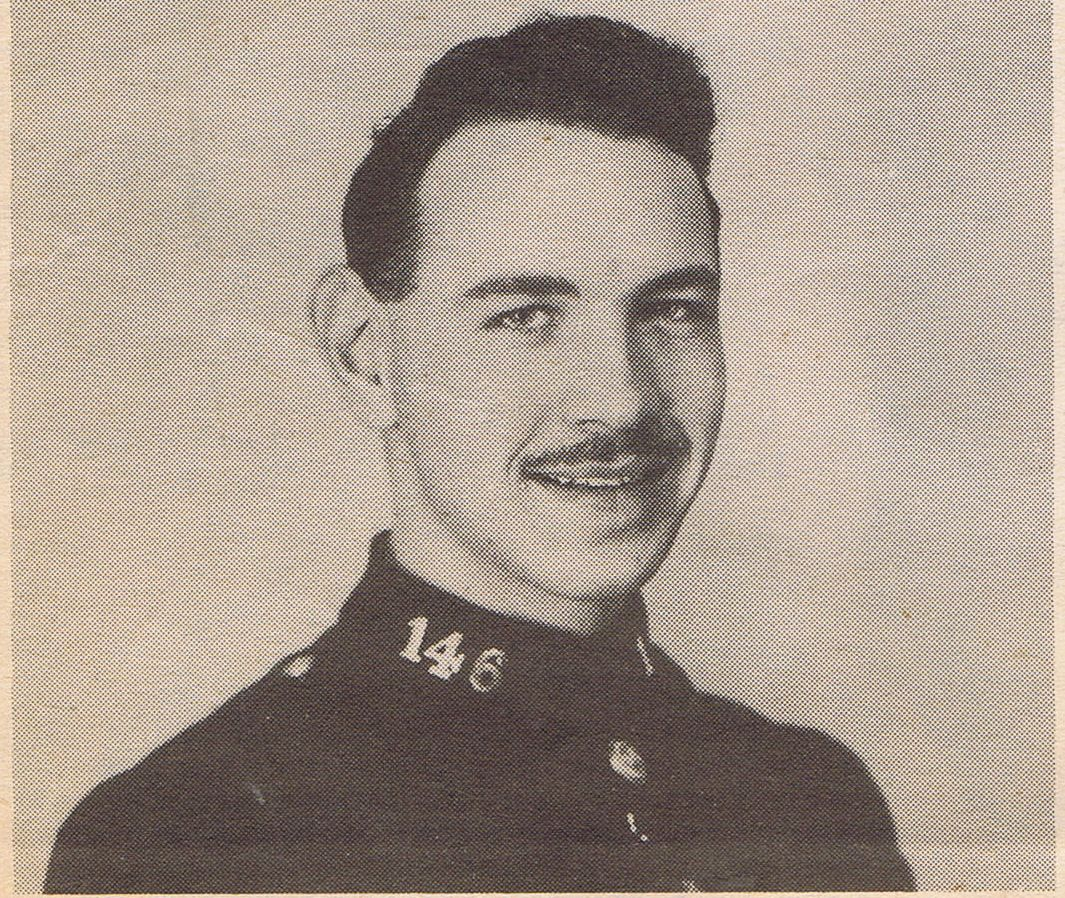
Philip Knights, Baron Knights

Philip Douglas Knights, Baron Knights CBE, QPM (* 3. Oktober 1920; † 11. Dezember 2014) war ein britischer Polizeibeamter und Life Peer.

## Leben und Karriere
Knights besuchte eine Schule in Grantham. 1937/1938 trat er als Polizeikadett in die Lincolnshire Police ein und wurde 1940 Constable. Im Zweiten Weltkrieg diente er von 1943 bis 1945 in der Royal Air Force.
Er kehrte nach Lincolnshire zurück und erreichte 1957 den Rang eines Chief Superintendent. 1959 wechselte er zur Birmingham City Police als Assistant Chief Constable. Von 1963 bis 1966 war er Deputy Commandant des Police Staff College. Er wurde 1970 Deputy Chief Constable. 1972 wechselte er zur Sheffield and Rotherham Constabulary als Chief Constable, 1974 war er dies für die South Yorkshire Police, von 1975 bis 1985 war er Chief Constable der West Midlands Police.
1983 wurde er dafür kritisiert, Offiziere der West Midlands-Special Branch nicht diszipliniert zu haben, die den Fall der CND-Aktivistin Madeline Haigh untersucht haben.
Von 1978 bis 1979 war Knights Präsident der ACPO. Er gehörte dem Vorstand (Council) der Aston University von 1985 bis 1998 und dem Committee Warks CCC von 1985 bis 1989 an. Bei der Police Foundation war er von 1979 bis 1998 Mitglied des Treuhandrates (Trustee). Von 1986 bis 2003 war er Mitglied des Beirates (Advisory Council) des Cambridge Institute of Criminology.

## Mitgliedschaft im House of Lords
Knights wurde am 22. Juli 1987 zum Life Peer als Baron Knights, of Edgbaston in the County of West Midlands, ernannt.
Im House of Lords saß er als Crossbencher. Seine Antrittsrede hielt er am 20. April 1988.
Als Themen von politischem Interesse nannte er auf der Webseite des Oberhauses Recht und Ordnung, Polizei, Innenstädte und kommunale Verwaltung.
Zuletzt meldete er sich am 15. April 1999 zu Wort. Am 14. Dezember 2005 nahm er zuletzt an einer Abstimmung teil.
Ende der 1990er Jahre nahm er vereinzelt an Sitzungstagen teil. In den folgenden Jahren nahm dies jedoch stark ab. In späteren Jahren war er abwesend.

## Weitere Ämter
Knights war Vizepräsident (Vice President) des Warwickshire County Cricket Club, des Birmingham County Scout Council und der Birmingham Federation of Clubs for Young People.

## Ehrungen
Er wurde 1964 mit der QPM geehrt. Knights wurde 1980 Knight Bachelor. 1971 wurde er Mitglied des Order of the British Empire (OBE) und 1976 Commander (CBE). Knights wurde 1977 Companion des Chartered Management Institute.
1985 wurde er Deputy Lieutenant (DL) von West Midlands. Die Aston University ehrte ihn 1996 mit der Verleihung der Ehrendoktorwürde eines Doctor of Science (Hon DSc).